# Aleksei Vlasov
Aleksei Igorevich Vlasov (tiếng Nga: Алексей Игоревич Власов; sinh ngày 22 tháng 5 năm 1996) là một tiền đạo bóng đá người Nga. Anh thi đấu cho F.K. Spartak Kostroma.

## Sự nghiệp câu lạc bộ
Anh có màn ra mắt tại Russian Second Division cho F.K. Spartak Kostroma vào ngày 31 tháng 5 năm 2013 trong trận đấu với FC Sever Murmansk.